# Dicranomyia (Dicranomyia) idonea
Dicranomyia (Dicranomyia) idonea is een tweevleugelige uit de familie steltmuggen (Limoniidae). De soort komt voor in het Australaziatisch gebied.